# يوهان هاينريش هاس
يوهان هاينريش هاس (بالألمانية: Johann Adolph Hasse)‏ (و. 1699 – 1783 م) هو ملحن، ومغني، ومعلم موسيقى ألماني، توفي في البندقية، عن عمر يناهز 84 عاماً.

## روابط خارجية
- يوهان هاينريش هاس على موقع الموسوعة البريطانية (الإنجليزية)
- يوهان هاينريش هاس على موقع ميوزك برينز (الإنجليزية)
- يوهان هاينريش هاس على موقع إن إن دي بي (الإنجليزية)
- يوهان هاينريش هاس على موقع ديسكوغز (الإنجليزية)